# Das Mädchen deiner Träume (2020)
Das Mädchen deiner Träume (Originaltitel: I Met a Girl) ist ein australisches Filmdrama über einen schizophrenen jungen Mann auf der Suche nach dem Mädchen, das er liebt, wobei sich Phantasie und Realität ständig überlagern.

## Handlung
Der Musiker Devon Cassidy, Anfang 20, ist ein kreativer, lieber und romantischer Mann, doch leidet er an Schizophrenie und neigt damit zu völlig irrationalen Handlungen und Verhaltensweisen. Auf der Hochzeit seines Bruders Nick, der sich viel um ihn kümmert, unternimmt er einen spektakulären Suizidversuch und wird vorübergehend von Nick aufgenommen.
Nach einem weiteren Suizidversuch wacht er in der Wohnung einer jungen Frau auf, die sich als Lucy vorstellt und in die sich Devon sofort verliebt. Sie verbringen die Nacht miteinander, am Morgen ist Lucy verschwunden und hat ihm nur einen Zettel hinterlassen, auf dem steht, dass sie ihn in Sydney treffen möchte. Obwohl Nick ihm klarzumachen versucht, dass Lucy nur in seiner Phantasie existiert, macht sich Devon auf die lange Reise von Perth nach Sydney, auf der er einiges erlebt und unterschiedliche Menschen kennenlernt. Unterwegs verliert er seine Tabletten und ist seinen Visionen ausgeliefert. In den vielen Wendungen dieser Suche bleibt stets offen, ob sie tatsächlich stattfinden oder nur in Devons Phantasie; insofern handelt es sich um Unzuverlässiges Erzählen.
In Sydney erweckt seine Suche nach Lucy die Aufmerksamkeit einer Morgensendung im TV. Nick sieht ihn in der Sendung und reist ihm nach Sydney nach. Als Devon ihm den von Lucy geschriebenen Zettel zeigen will, um ihre Existenz zu beweisen, ist der Zettel leer.
Zurück in Perth findet Devon einen Job in einem Plattenladen. In diesem Laden trifft er eines Tages Lucy wieder. Wie sich herausstellt, waren sie vor Jahren in derselben Klinik in Behandlung und haben sich dann aus den Augen verloren; nun werden sie ein Paar – zum großen Erstaunen Nicks, der bislang nicht glaubte, das Lucy tatsächlich existiert.

## Produktion
Regie führte Luke Eve und das Drehbuch schrieb Glen Dolman. Der Produzent war Adam Dolman. Für den Schnitt war Melanie Annan verantwortlich. Der Film hatte seine Weltpremiere beim 25. Busan International Film Festival und lief ab dem 24. Juni 2021 auch in deutschen Kinos. Am 29. Oktober 2021 wurde er in Deutschland auf DVD und Blu-ray Disc veröffentlicht und am  9. Februar 2025 erstmals im ZDF im Fernsehen gezeigt.

## Besetzung und Synchronisation
Die deutschsprachige Synchronisation entstand nach einem Dialogbuch von Martin Schalow sowie unter der Dialogregie von Dennis Schmidt-Foß durch die Synchronfirma EuroSync.
| Rolle                         | Schauspieler        | Synchronsprecher     |
| ----------------------------- | ------------------- | -------------------- |
| Devon                         | Brenton Thwaites    | Max Felder           |
| Lucy                          | Lily Sullivan       | Giovanna Winterfeldt |
| Amiya                         | Kylie Bracknell     | Jelena Baack         |
| Besitzerin einer Tierhandlung | Claire Munday       | Ilka Teichmüller     |
| Fergus                        | Liam Graham         | Kim Hasper           |
| Helen Cassidy                 | Margaret Mills      | Denise Gorzelanny    |
| Kate                          | Lucy Kate Westbrook | Daniela Molina       |
| Kellnerin                     | Angela Mahlatjie    | Ronja Peters         |

## Rezeption
- Lexikon des internationalen Films: „Eine bonbonfarbene Mischung aus Road Movie und Märchen, die von Perth bis Sydney quer über den Kontinent führt und das Thema Schizophrenie wohltuend entdämonisiert, aber auch ein Stück banalisiert.“[5]